# Priorato de Santa Clara
El Priorato de Santa Clara (en sueco: Sankta Klara kloster) fue un convento católico de la orden de Santa Clara de Estocolmo en Suecia, que funcionó desde 1289 hasta la reforma protestante de 1527.
El convento recibió grandes donaciones y tierras en su fundación por el rey Magnus III de Suecia. el Rey Magnus también dio a su hija la princesa Richeza Magnusdotter de Suecia al convento, y ella sirvió como abadesa entre 1335 y 1347.
Durante la guerra sueca de Liberación de 1521-23, la Estocolmo danesa fue sitiada por los suecos. La abadesa del convento de monjas, Anna Leuhusen, ofreció permitir a los suecos que vivían en Estocolmo escapar de manera segura de los daneses y salir de la ciudad a través del convento.